# Юнацька збірна Австралії з футболу (U-17)
Юнацька збірна Австралії з футболу (U-17) — національна футбольна збірна Австралії, що складається із гравців віком до 17 років. Керівництво командою здійснює Футбольна федерація Австралії.
Головним континентальним турніром для команди є Юнацький кубок Азії, який з 2008 року розігрується серед команд з віковим обмеженням до 16 років і успішний виступ на якому дозволяє отримати путівку на Чемпіонат світу (U-17). Також може брати участь у товариських і регіональних змаганнях, зокрема у Юнацькому чемпіонаті АФФ з футболу (U-16), юнацькій першості серед країн, що входять до Федерації футболу АСЕАН.
До 2006 року, в якому Футбольна федерація Австралії ухвалила рішення приєднатися до Азійської футбольної конфедерації, вона була членом футбольної конфедерації Океанії, і юнацька збірна Австралії була регулярним учасником юнацьких чемпіонатах ОФК, майже незмінно виходячи переможцем цього змагання (10 перемог протягом 1983—2005 років при 11 участях).

## Виступи на міжнародних турнірах

### Юнацький чемпіонат світу (U-17)
| Статистика чемпіонатів світу (U-17) | Статистика чемпіонатів світу (U-17) | Статистика чемпіонатів світу (U-17) | Статистика чемпіонатів світу (U-17) | Статистика чемпіонатів світу (U-17) | Статистика чемпіонатів світу (U-17) | Статистика чемпіонатів світу (U-17) | Статистика чемпіонатів світу (U-17) | Статистика чемпіонатів світу (U-17) |
| Рік                                 | Результат                           | Місце                               | І                                   | В                                   | Н                                   | П                                   | Г+                                  | Г-                                  |
| ----------------------------------- | ----------------------------------- | ----------------------------------- | ----------------------------------- | ----------------------------------- | ----------------------------------- | ----------------------------------- | ----------------------------------- | ----------------------------------- |
| 1985                                | чвертьфінали                        | 5-е                                 | 4                                   | 3                                   | 1                                   | 0                                   | 4                                   | 1                                   |
| 1987                                | чвертьфінали                        | 6-е                                 | 4                                   | 2                                   | 0                                   | 2                                   | 3                                   | 5                                   |
| 1989                                | груповий етап                       | 14-е                                | 3                                   | 0                                   | 1                                   | 2                                   | 3                                   | 6                                   |
| 1991                                | чвертьфінали                        | 7-е                                 | 4                                   | 2                                   | 0                                   | 2                                   | 7                                   | 6                                   |
| 1993                                | чвертьфінали                        | 6-е                                 | 4                                   | 1                                   | 1                                   | 2                                   | 7                                   | 5                                   |
| 1995                                | чвертьфінали                        | 6-е                                 | 4                                   | 1                                   | 1                                   | 2                                   | 6                                   | 7                                   |
| 1997                                | не кваліфікувалася                  | не кваліфікувалася                  | не кваліфікувалася                  | не кваліфікувалася                  | не кваліфікувалася                  | не кваліфікувалася                  | не кваліфікувалася                  | не кваліфікувалася                  |
| 1999                                | віце-чемпіон                        | 2-е                                 | 6                                   | 4                                   | 0                                   | 2                                   | 7                                   | 5                                   |
| 2001                                | чвертьфінали                        | 8-е                                 | 4                                   | 2                                   | 0                                   | 2                                   | 6                                   | 6                                   |
| 2003                                | груповий етап                       | 16-е                                | 3                                   | 0                                   | 0                                   | 3                                   | 1                                   | 6                                   |
| 2005                                | груповий етап                       | 12-е                                | 3                                   | 1                                   | 0                                   | 2                                   | 2                                   | 5                                   |
| 2007                                | не брала участь                     | не брала участь                     | не брала участь                     | не брала участь                     | не брала участь                     | не брала участь                     | не брала участь                     | не брала участь                     |
| 2009                                | не кваліфікувалася                  | не кваліфікувалася                  | не кваліфікувалася                  | не кваліфікувалася                  | не кваліфікувалася                  | не кваліфікувалася                  | не кваліфікувалася                  | не кваліфікувалася                  |
| 2011                                | 1/8 фіналу                          | 15-е                                | 4                                   | 1                                   | 1                                   | 2                                   | 3                                   | 7                                   |
| 2013                                | не кваліфікувалася                  | не кваліфікувалася                  | не кваліфікувалася                  | не кваліфікувалася                  | не кваліфікувалася                  | не кваліфікувалася                  | не кваліфікувалася                  | не кваліфікувалася                  |
| 2015                                | 1/8 фіналу                          | 16-е                                | 4                                   | 1                                   | 1                                   | 2                                   | 3                                   | 11                                  |
| 2017                                | не кваліфікувалася                  | не кваліфікувалася                  | не кваліфікувалася                  | не кваліфікувалася                  | не кваліфікувалася                  | не кваліфікувалася                  | не кваліфікувалася                  | не кваліфікувалася                  |
| 2019                                | 1/8 фіналу                          | 15-е                                | 4                                   | 1                                   | 1                                   | 2                                   | 5                                   | 9                                   |
| 2021                                | не визначено                        | не визначено                        | не визначено                        | не визначено                        | не визначено                        | не визначено                        | не визначено                        | не визначено                        |
| Усього                              | 13/18                               | 0 перемог                           | 51                                  | 19                                  | 7                                   | 25                                  | 57                                  | 79                                  |

### Юнацький чемпіонат ОФК
| Юнацький чемпіонат ОФК | Юнацький чемпіонат ОФК | Юнацький чемпіонат ОФК | Юнацький чемпіонат ОФК | Юнацький чемпіонат ОФК | Юнацький чемпіонат ОФК | Юнацький чемпіонат ОФК | Юнацький чемпіонат ОФК | Юнацький чемпіонат ОФК |
| Рік                    | Результат              | Місце                  | І                      | В                      | Н                      | П                      | Г+                     | Г-                     |
| ---------------------- | ---------------------- | ---------------------- | ---------------------- | ---------------------- | ---------------------- | ---------------------- | ---------------------- | ---------------------- |
| 1983                   | переможець             | 1-е                    | 5                      | 5                      | 0                      | 0                      | 22                     | 2                      |
| 1986                   | переможець             | 1-е                    | 4                      | 3                      | 0                      | 1                      | 10                     | 1                      |
| 1989                   | переможець             | 1-е                    | 4                      | 4                      | 0                      | 0                      | 35                     | 1                      |
| 1991                   | переможець             | 1-е                    | 4                      | 3                      | 1                      | 0                      | 15                     | 4                      |
| 1993                   | переможець             | 1-е                    | 4                      | 4                      | 0                      | 0                      | 12                     | 1                      |
| 1995                   | переможець             | 1-е                    | 3                      | 3                      | 0                      | 0                      | 11                     | 0                      |
| 1997                   | віце-чемпіон           | 2-е                    | 5                      | 4                      | 0                      | 1                      | 30                     | 1                      |
| 1999                   | переможець             | 1-е                    | 7                      | 7                      | 0                      | 0                      | 55                     | 1                      |
| / 2001                 | переможець             | 1-е                    | 6                      | 6                      | 0                      | 0                      | 52                     | 0                      |
| / 2003                 | переможець             | 1-е                    | 7                      | 7                      | 0                      | 0                      | 40                     | 3                      |
| 2005                   | переможець             | 1-е                    | 5                      | 5                      | 0                      | 0                      | 38                     | 0                      |
| Усього                 | 11/11                  | 10 перемог             | 54                     | 51                     | 1                      | 2                      | 320                    | 13                     |

### Юнацький кубок Азії з футболу
| Юнацький кубок Азії | Юнацький кубок Азії | Юнацький кубок Азії | Юнацький кубок Азії | Юнацький кубок Азії | Юнацький кубок Азії | Юнацький кубок Азії | Юнацький кубок Азії | Юнацький кубок Азії |
| Рік                 | Результат           | Місце               | І                   | В                   | Н                   | П                   | Г+                  | Г-                  |
| ------------------- | ------------------- | ------------------- | ------------------- | ------------------- | ------------------- | ------------------- | ------------------- | ------------------- |
| 2006                | не брала участь     | не брала участь     | не брала участь     | не брала участь     | не брала участь     | не брала участь     | не брала участь     | не брала участь     |
| 2008                | чвертьфінали        | 5-е                 | 4                   | 3                   | 0                   | 1                   | 13                  | 5                   |
| 2010                | півфінали           | 4-е                 | 5                   | 3                   | 1                   | 1                   | 12                  | 5                   |
| 2012                | чвертьфінали        | 6-е                 | 4                   | 2                   | 1                   | 1                   | 5                   | 6                   |
| 2014                | півфінали           | 3-є                 | 5                   | 4                   | 1                   | 0                   | 12                  | 4                   |
| 2016                | груповий етап       | 16-е                | 3                   | 0                   | 0                   | 3                   | 2                   | 10                  |
| 2018                | півфінали           | 4-е                 | 5                   | 3                   | 0                   | 2                   | 10                  | 9                   |
| 2020                | кваліфікувалася     | кваліфікувалася     | кваліфікувалася     | кваліфікувалася     | кваліфікувалася     | кваліфікувалася     | кваліфікувалася     | кваліфікувалася     |
| Усього              | 6/7                 | 0 перемог           | 26                  | 15                  | 3                   | 8                   | 54                  | 39                  |

### Юнацький чемпіонат АФФ
| Юнацький чемпіонат АФФ | Юнацький чемпіонат АФФ | Юнацький чемпіонат АФФ | Юнацький чемпіонат АФФ | Юнацький чемпіонат АФФ | Юнацький чемпіонат АФФ | Юнацький чемпіонат АФФ | Юнацький чемпіонат АФФ | Юнацький чемпіонат АФФ |
| Рік                    | Результат              | Місце                  | І                      | В                      | Н                      | П                      | Г+                     | Г-                     |
| ---------------------- | ---------------------- | ---------------------- | ---------------------- | ---------------------- | ---------------------- | ---------------------- | ---------------------- | ---------------------- |
| 2008                   | чемпіон                | 1-е                    | 5                      | 3                      | 2                      | 0                      | 14                     | 4                      |
| 2009                   | скасовано              | скасовано              | скасовано              | скасовано              | скасовано              | скасовано              | скасовано              | скасовано              |
| 2010                   | не брала участь        | не брала участь        | не брала участь        | не брала участь        | не брала участь        | не брала участь        | не брала участь        | не брала участь        |
| 2011                   | не брала участь        | не брала участь        | не брала участь        | не брала участь        | не брала участь        | не брала участь        | не брала участь        | не брала участь        |
| 2012                   | віце-чемпіон           | 2-е                    | 4                      | 2                      | 1                      | 1                      | 9                      | 8                      |
| 2013                   | третє місце            | 3-є                    | 6                      | 4                      | 2                      | 0                      | 30                     | 2                      |
| 2014                   | скасовано              | скасовано              | скасовано              | скасовано              | скасовано              | скасовано              | скасовано              | скасовано              |
| 2015                   | третє місце            | 3-є                    | 6                      | 5                      | 0                      | 1                      | 36                     | 8                      |
| 2016                   | чемпіон                | 1-е                    | 7                      | 3                      | 3                      | 1                      | 27                     | 13                     |
| 2017                   | третє місце            | 3-є                    | 7                      | 5                      | 0                      | 2                      | 27                     | 10                     |
| 2018                   | не брала участь        | не брала участь        | не брала участь        | не брала участь        | не брала участь        | не брала участь        | не брала участь        | не брала участь        |
| 2019                   | груповий етап          |                        | 5                      | 3                      | 1                      | 1                      | 11                     | 5                      |
| Усього                 | 7/9                    | 2 перемоги             | 40                     | 25                     | 9                      | 6                      | 149                    | 52                     |

## Титули і досягнення
- Чемпіонат світу (U-17)

віце-чемпіон (1): 1999
- Юнацький чемпіонат ОФК

переможець (10): 1983, 1987, 1989, 1991, 1993, 1995, 1999, 2001, 2003, 2005
віце-чемпіон (1): 1997
- Юнацький чемпіонат АФФ

переможець (2): 2008, 2016
віце-чемпіон (1): 2012
третє місце (3): 2013, 2015, 2017